# Central Hockey League 1983-1984
La stagione 1983-1984 è stata la 21ª e ultima edizione della Central Hockey League, lega di sviluppo creata dalla National Hockey League per far crescere i giocatori delle proprie franchigie. La stagione vide al via cinque formazioni e al termine dei playoff i Tulsa Oilers conquistarono la loro terza Adams Cup.

## Squadre partecipanti
Rispetto alla stagione precedente si sciolsero i Birmingham South Stars, mentre i Wichita Wind divennero i Montana Magic.
- Colorado Flames
- Indianapolis Checkers
- Montana Magic
- Salt Lake Golden Eagles
- Tulsa Oilers

## Stagione regolare
|  | Pos. | Squadra                 | Pt | G  | V  | S  | N | GF  | GS  | DR   |
|  | ---- | ----------------------- | -- | -- | -- | -- | - | --- | --- | ---- |
|  | 1.   | Colorado Flames         | 99 | 76 | 48 | 25 | 3 | 343 | 287 | +56  |
|  | 2.   | Tulsa Oilers            | 77 | 68 | 36 | 27 | 5 | 252 | 248 | +4   |
|  | 3.   | Salt Lake Golden Eagles | 72 | 72 | 35 | 35 | 2 | 334 | 330 | +4   |
|  | 4.   | Indianapolis Checkers   | 70 | 72 | 34 | 36 | 2 | 308 | 289 | +19  |
|  | 5.   | Montana Magic           | 44 | 76 | 20 | 52 | 4 | 276 | 381 | -105 |

Legenda:

      Ammesse ai Playoff
Note:

Due punti a vittoria, un punto a pareggio, zero a sconfitta.

## Playoff
|  | Semifinali | Semifinali              | Semifinali |              |   | Finale                | Finale | Finale |  |
|  |            |                         |            |              |   |                       |        |        |  |
|  | 1          | Colorado Flames         | 2          |              |   |                       |        |        |  |
|  | 1          | Colorado Flames         | 2          |              |   |                       |        |        |  |
|  | 4          | Indianapolis Checkers   | 4          |              |   |                       |        |        |  |
|  | 4          | Indianapolis Checkers   | 4          |              | 4 | Indianapolis Checkers | 0      |        |  |
|  |            |                         |            |              | 4 | Indianapolis Checkers | 0      |        |  |
|  |            |                         | 2          | Tulsa Oilers | 4 |                       |        |        |  |
|  | 2          | Tulsa Oilers            | 2          | Tulsa Oilers | 4 | 4                     |        |        |  |
|  | 2          | Tulsa Oilers            |            |              |   |                       |        |        |  |
|  | 3          | Salt Lake Golden Eagles | 1          |              |   |                       |        |        |  |

## Premi CHL
- Adams Cup: Tulsa Oilers
- Bobby Orr Trophy: Bruce Affleck (Indianapolis Checkers)
- Bob Gassoff Trophy: Grant Ledyard (Tulsa Oilers)
- Jake Milford Trophy: Tom Webster (Tulsa Oilers)
- Ken McKenzie Trophy: Scott MacLeod (Salt Lake Golden Eagles)
- Max McNab Trophy: Grant Ledyard (Tulsa Oilers)
- Phil Esposito Trophy: Scott MacLeod (Salt Lake Golden Eagles)
- Terry Sawchuk Trophy: Ron Scott e John Vanbiesbrouck (Tulsa Oilers)
- Tommy Ivan Trophy: Bruce Affleck (Indianapolis Checkers) e John Vanbiesbrouck (Indianapolis Checkers)